# Marty McFly
Martin Seamus „Marty” McFly a Vissza a jövőbe trilógia főszereplője. Megszemélyesítője: Michael J. Fox.
2008-ban az Empire brit filmmagazin Marty McFlyt minden idők 39. legnagyobb moziszereplőjének választotta.
Eredetileg Eric Stoltz kapta Marty McFly szerepét, de öt hét forgatás után Robert Zemeckis rendező és Steven Spielberg vezető producer úgy döntöttek, hogy átadják Foxnak.

## Élete, családja
Marty a kaliforniai Hill Valley városban született 1968. június 9-én egy ír származású családba George McFly és Lorraine Baines-McFly legkisebb gyerekeként. Bátyja Dave McFly, nővére Linda McFly. 1985-ben a Hill Valley High School középiskola tanulója, ahol 30 évvel korábban apja is tanult.
Apja, George, science fiction rajongóként írónak készült, ám egy örök vesztes volt, akit az iskola nagymenője, Biff Tannen folyamatosan megalázott, anyja is félig-meddig csak sajnálatból ment hozzá. 1985-ben Marty apja Biff semmibe vett alkalmazottja, anyja egy kövérkés, megfásult nő. Bátyja az apjára ütött, nem túl szép és kövérkés húga egyetlen öröme az evés.
Marty egy tipikus 80-as évekbeli fiatal. Imádja a rockzenét és a gördeszkázást. Félő azonban, hogy a családi végzeten ő sem tud úrrá lenni. Mr. Strickland, az iskola egyik tanára, aki már apját is tanította, folyamatosan az orra alá dörgöli, hogy „semmirekellő vagy McFly, az apád is az volt, egyetlen McFly sem vitte soha semmire”.
Marty számára a kitörést a zene jelenti, fiatal kora ellenére kiválóan gitározik, idejét családja helyett szívesebben tölti Pinheads nevű zenekarával, vagy barátnőjével, Jennifer Parkerrel. Legjobb barátja a város különc, hóbortosnak tartott figurája, a tudós és feltaláló Dr. Emmett Brown, akit ő és Jennifer csak Dokinak szólítanak.
A fiú részt vesz Doki időgépének első kipróbálásán, ám a kihalt, éjszakai parkolóban terroristák támadják meg őket. Dokit lelövik, mire Marty vissza akar utazni pár percet, hogy megmentse, ám az időgép tévedésből 1955-be szállítja. Megkeresi az akkor még fiatal Dokit, akinek segítségével visszatér 1985-be, de már egy általa megváltoztatott alternatív jelenbe kerül, ahol apja sikeres író, anyja csinos és boldog nő, bátyja cégvezető, így Marty kapcsolata is megjavul a családjával.
Marty legrosszabb tulajdonsága kakaskodó természete, amivel talán apja gyáva, mindenbe beletörődő természetét próbálja ellensúlyozni. Ha valaki nyuszinak nevezi, azt nem tűri, „engem senki nem nevezhet nyuszinak”. Hogy bizonyítsa az ellenkezőjét, ilyenkor bármilyen felelőtlenségre is képes. Egy alkalommal egy ilyen bizonyítás miatt autóbaleset éri, keze megsérül, zenészi álmainak vége, de szerencsére az időgéppel ez is helyrejön.
Később Marty feleségül veszi Jennifert, és két gyerekük születik: Martin „Marty” Jr. és Marlene, akik 2015-re már tinédzser korúak. A születésük ideje nem derül ki a filmből, ezért azt sem lehet tudni, hogy ikrek-e, bár nagyon hasonlítanak egymásra és apjukra.

Marty McFly családfája

## Fordítás
- Ez a szócikk részben vagy egészben  a   Marty McFly című angol Wikipédia-szócikk ezen változatának fordításán alapul.  Az eredeti cikk szerkesztőit annak laptörténete sorolja fel. Ez a jelzés csupán a megfogalmazás eredetét és a szerzői jogokat jelzi, nem szolgál a cikkben szereplő információk forrásmegjelöléseként.